# 诺基亚770网络终端
诺基亚770网络终端为诺基亚于2005年秋季所发布的一款类似手机、类似超级移动电脑的网络终端（Internet Tablet），采用Debian Linux v2.6操作系统和一个名为“Maemo”平台的用户界面。但是，诺基亚770网络终端却不是一台真正的超级移动电脑。诺基亚770网络终端所配备有：4.13英寸的液晶屏幕、蓝牙或WiFi技术、Opera、Flash Media Player等。

## 相关报道
- （简体中文）诺基亚770并不能算一台手机

## 相关
- 互连网
- 超级移动电脑